# 信夫韓一郎
信夫 韓一郎（しのぶ かんいちろう、1900年7月1日 - 1976年8月23日）は、日本の新聞記者。元朝日新聞社代表取締役専務取締役。

## 生涯
父信夫淳平は、外交官で、国際法学者として早稲田大学教授にもなった。弟信夫清三郎は、政治学者・歴史学者で名古屋大学教授であった。大韓帝国時代の仁川で生まれる。
早稲田大学政治経済学部卒。「早稲田大学新聞」の創刊に携わる。早稲田大学在学中の1923年7月に父との不仲から家出して、大学の友人相馬安雄（中村屋第2代社長）の母親、相馬黒光の世話になる。信夫家は、韓一郎の弟3人、満二郎（自殺）、清三郎、墺四郎（自殺）もいずれも家出しており、一家は離散している。
1925年3月の朝日新聞社入社以降、入社試験の成績が悪かったこともあって、特に出世コースを歩んでいた訳ではなかったが、副社長緒方竹虎の退社（1944年7月）以降もくすぶり、敗戦で再燃した社内の緒方派と反緒方派の対立で、社主の村山長挙社長ら反緒方派の経営陣が退陣し、公職追放で村山長挙、上野精一（会長）両社主が追放され、緒方が社内権力基盤のひとつとしていた東京本社政治部出身の長谷部忠（信夫の1年後輩）を会長（1949年12月に社長）とする緒方派経営陣が成立する中で、1945年11月大阪本社編集局次長兼整理部長、1946年4月大阪本社編集局長、1949年12月東京本社編集局長。追放令が解除されて1951年8月に村山・上野両社主が復帰すると、同年11月に長谷部社長ら緒方派経営陣を退陣させ、村山が代表取締役会長となり、信夫を東京本社編集局長のまま代表取締役とした。これを村山の「復辟」、信夫「執権」という。このことは、信夫が社内で緒方派、反緒方派の色が付いていなかったことを意味する。強いて言えば信夫は美土路昌一派（ただし美土路の直接の部下として働いたことはない）、緒方を頭目とする東京本社派に対する、反緒方の大阪本社派であった。1954年12月代表取締役専務取締役に就任すると、後任の東京本社編集局長に東京本社編集局次長の広岡知男を起用した。朝日新聞社では、村山長挙が1960年6月に社長に復帰するまでの社長不在期間、信夫を中心として、常務取締役・論説主幹で緒方主筆の直属の部下だった笠信太郎、常務取締役・東京本社業務局長の永井大三がトロイカ体制を取った。信夫は東京での取材経験が皆無で政財界に知人がいなかったため、新聞代値上げのための政界への根回しとか、社屋増築のための交渉ごとは永井が受け持ち、社論などは笠が受け持ったという。信夫は美土路昌一流の内政肌の新聞経営者であった。
しかし村山社主家との確執から、村山長挙が社長に復帰すると翌日付で信夫は代表取締役専務取締役を辞任し、続いて1962年12月に笠が辞任、1963年12月に村山家が永井を解任したことから村山事件となった。この村山事件のため、信夫は翌1964年2月に朝日新聞社顧問となり、村山社主家を経営から追放した朝日新聞社側の中心になって村山家側の弁護士らと折衝した。
1976年8月23日、東京・赤坂の山王病院で心不全のため死去。76歳。
井上靖の小説『城砦』のモデルとなった。